# Karlo Lukanov
Karlo Todorov Lukanov (en búlgaro: Карло Тодоров Луканов) (Pleven, 1 de noviembre de 1897 - 15 de julio de 1982) fue un destacado político búlgaro. Participó en la Primera Guerra Mundial a cuyo término, ya en su país, se licenció en Derecho por la Universidad de Sofía. Miembro del Partido Comunista de Bulgaria, sufrió las depuraciones y persecuciones que se sucedieron en la década de 1920 contra socialistas y comunistas, huyendo a Austria y después a la Unión Soviética. En 1936 marchó a España donde se integró en las Brigadas Internacionales que combatían en la Guerra Civil en contra del fascismo y en favor de la legalidad republicana, siendo uno de los oficiales de la XI Brigada. Finalizado el conflicto marchó a la Unión Soviética, donde vivió buena parte de la Segunda Guerra Mundial. De regreso en Bulgaria se integró en la nueva administración comunista, llegando a ser segundo jefe de gobierno de 1952 a 1953 y ministro de Asuntos Exteriores de 1956 a 1962.